# په‌په‌شه
په‌په‌شه که با نام‌های پ‌پ‌ش یا پاپاشا نیز شناخته می‌شود، نوعی مسلسل دستی است که گئورگی شپاگین طراح سلاح روس در دوران جنگ جهانی دوم آن را برای ارتش شوروی طراحی کرد.
پاپاشا مخفف واژه (به روسی: Пистолет-пулемёт Шпагина) به معنی: «پدر مهربان» است(شپاگین به خاطر علاقه اش به دخترش این نام را گذاشت) و با توجه به این‌که تولید انبوه آن از نوامبر ۱۹۴۱ در شوروی آغاز شد با نام کامل پاپاشاام۱۹۴۱ شناخته می‌شود. اما قدرت این سلاح برخلاف نواخت شلیک خوبش کم و در حد ضعیف است.

## تاریخچه
په‌په‌شه جایگزینی برای مسلسل دستی پِ‌پِ‌د به عنوان مسلسل دستی سازمانی نیروهای مسلح شوروی بود و طراحی آن با فلسفهٔ هزینه اندک تولید، سرعت بالای تولید و نیاز به حداقل نگهداری صورت گرفته بود. این سلاح به قدری برای تولید انبوه مناسب بود که در آوریل ۱۹۴۲ یعنی تنها ۵ ماه پس از آغاز تولید اولین سلاح، تعداد ۱۵۵ هزار قبضه از آن به ارتش شوروی تحویل شد. یکی از اصلی‌ترین دلایل نرخ تولید بالای این سلاح، کاربرد قطعات خام و خشن و در عین حال قابل استفاده در تولید بود. بر خلاف آلمان نازی که با توجه به کمبود تولید سلاح، فقط جوخه‌های مخصوص را به مسلسل ام‌پ۴۰ مجهز می‌کرد، ارتش شوروی تا رده تیپ را هم به سلاح پ‌پ‌ش-۴۱ مسلح می‌ساخت.
از این سلاح حدود پنج میلیون قبضه تا پایان جنگ جهانی دوم در زرادخانه‌های شوروی تولید گردید و یکی از اصلی‌ترین و رایج‌ترین سلاح‌های پیاده‌نظام شوروی در این جنگ بود. په‌په‌شه پس از جنگ و در پی تولید تفنگ تهاجمی کلاشنیکف به سرعت از ارتش شوروی خارج شد و تعداد زیادی از آن‌ها به کشورهای عضو پیمان ورشو، و دیگر متحدان شوروی در نقاط مختلف دنیا از جمله ویتنام و کشورهای آفریقایی صادر شد. کمونیست‌های چینی و کره‌ای از این سلاح و مدل تولید چین آن تایپ-۵۰ در جنگ کره استفاده کردند و در جنگ ویتنام هم مورد استفاده نیروهای ویت‌کنگ قرار گرفت.
پس از اشغال ایران توسط متفقین، دولت ایران طی قراردادی تولید مسلسل‌های په‌په‌شه را برای اتحاد جماهیر شوروی آغاز کرد و پس از آن نیز تولید این اسلحه را برای نیروهای مسلح ایران ادامه داد.

## مشخصات
په‌په‌شه مسلسلی با کالیبر ۷.۶۲ میلی‌متری است که فشنگ‌های 25×7.62 Tokarev را شلیک می کند؛ فشنگ استاندارد تپانچه‌ها و مسلسل‌های دستی شوروی در آن دوران که در تپانچه تکارف هم استفاده می‌شد. په‌په‌شه با فشار مستقیم گاز باروت مسلح می‌شد. په‌په‌شه دو نوع خشاب یکی خشاب جعبه‌ای با ۳۵ فشنگ و دیگری خشاب گرد (درام) با ۷۱ فشنگ داشت. خشاب گرد اگرچه ظرفیت بیشتری داشت اما سرعت کمتری داشت و احتمال گیر کردن آن بیشتر بود. په‌په‌شه سلاحی با آتش انتخابی بود و ضامن آتش آن درست در جلوی ماشه قرار داشت. جرم آن در حالت خالی ۳٫۶۳ کیلو و با خشاب دارای ۷۱ فشنگ ۵٫۴۵ کیلو بود. طول په‌په‌شه ۸۴٫۲ سانتی‌متر و طول لوله سلاح ۲۷ سانتیمتر و سرعت خروج گلوله از لوله حدود ۲۰۰ متر بر ثانیه بود. نرخ آتش تئوریک این سلاح تا حدود ۶۳۰گلوله بر دقیقه می‌رسید 